# Christine Fonteyne-Poupaert
Christine Fonteyne-Poupaert (Assebroek, 3 juli 1897 - Brugge, 26 juli 1968) was een Belgische impressionistische schilderes en pastelliste, die behoort tot de zogenaamde Brugse School.

## Levensloop
Zij was de dochter van de Brugse architect en schilder Charles Poupaert (1874-1935) en van Elisabeth Isselée. Ze was in 1920 getrouwd met Daniel Fonteyne (1894-1965). 
Zij kreeg haar schildersopleiding in het dagonderwijs voor meisjes aan de Brugse academie onder leiding van de bloemenschilder Jef Vande Fackere (1879-1946) en de portretschilder Florimond Aerts (1877-1934).
In haar werken had ze een voorkeur voor stillevens met bloemen met een decoratieve lichtinval, decoratieve interieurs, expressieve vrouwenportretten en kinderkopjes. Ze stelde tentoon op de salons van de Brugse "Hedendaagse Kunstkring". Zij gaf ook een tentoonstelling in 1942 in de Galerie San Salvador in Brugge.
Op veilingen in het buitenland wordt haar werk geschat tussen 1200 en 1800 euro.